# Mas Arrufat
El Mas Arrufat (o Ca l'Arrufat) és una masia senyorial del poble de Taravaus, al municipi de Vilanant (Alt Empordà). És inclosa a l'Inventari del Patrimoni Arquitectònic de Catalunya.

## Descripció
El mas Arrufat està situat a llevant del nucli de Taravaus, al costat del camí que porta de Vilanant a la carretera N-260 de Figueres a Olot. Té el riu Manol a la seva esquena.
Consta d'una casa principal i d'un conjunt de construccions annexes bastides en funció del creixement orgànic determinat per necessitats successives: una casa per a masovers, coberts per a tasques agrícoles, una torre de defensa i una muralla. N'és especialment remarcable la torre de defensa i la decoració senyorial de la façana de la casa principal.
La casa principal, orientada a migdia, consta de planta baixa, pis i golfes, amb teulada a dues vessants. Té una elegant façana, els elements més interessants de la qual són la porta d'accés, d'arc de mig punt amb grans dovelles de pedra, i tres finestres allindanades amb les obertures de pedra i amb decoració renaixentista situades al primer pis. La finestra central, de grans proporcions i amb un frontó superior, té la data 1587 i la inscripció "AR" (Arrufat) a la llinda. La finestra situada a la dreta de l'anterior, d'iguals proporcions, és de la mateixa tipologia, però amb una tronera a la part inferior, i té una rosa al frontó i a la llinda la data 1560. La finestra situada a l'esquerra és força més petita, i té un frontó més senzill amb l'escut heràldic dels Arrufat. La façana té encara altres finestres (són notables les de les golfes, originalment badius, en arc rebaixat) remarcades amb pedra picada i un rellotge de sol. La sala, il·luminada per les finestres principals, té un enteixinat d'escaiola entre els cairats.
La torre de defensa està situada a l'esquerra de la casa principal, a l'angle SO de la façana, una mica avançada respecte d'aquesta. És de planta quadrangular, amb planta baixa i tres pisos, i coberta amb teulada a dues vessants (en sentit oposat a la de la casa). Té finestres quadrangulars i una galeria de tres badius en arc de mig punt al pis superior. Conserva espitlleres i un matacà per protegir l'accés des de la masia. Les cantoneres, les obertures de les finestres i la base del matacà són de pedra picada; la galeria i el cos del matacà són de maó.
La muralla és una tanca que protegeix l'espai frontal i lateral de la casa principal, i enclou la casa dels masovers, la torre i les construccions agrícoles. En un cos de paret més elevat i coronat amb formes curvilínies simples, té una porta allindanada que dona al camí d'accés, amb l'obertura remarcada amb grans blocs de pedra picada. A la llinda hi ha l'escut heràldic dels Arrufat i la inscripció: "1691. Martinus Falipus Arrufat me fecit, civis honoratus Barchinone".

## Història
El mas Arrufat data del segle xvi, segons consta a les inscripcions que hi ha a les llindes dels finestrals de la façana principal, que tenen les dates del 1560 i 1587. La tanca que envolta la part de davant del mas es va construir l'any 1691, segons la inscripció de la porta d'accés.
Fou construït pels Arrufat, una família de pagesos hisendats que va voler mostrar la seva diferenciació social en l'arquitectura del mas. La família fou elevada a la dignitat de ciutadans honrats de Barcelona l'any 1638, en la persona de Josep Arrufat i Llac, "pagès" de Taravaus. El seu fill, Jaume Arrufat, també ciutadà honrat, va assistir com a tal a les corts catalanes de 1640.
Actualment, es dedica a usos residencials i a l'explotació agrícola, i una part de les construccions annexes a restaurant.